# Entwicklung der Persönlichkeit und des Selbstkonzepts
Die Entwicklung der Persönlichkeit und des Selbstkonzepts ist ein Aspekt der psychischen Entwicklung des Individuums. Sie meint eine langfristige, differenzielle Veränderung von Persönlichkeitseigenschaften. Das Wissen um das, was die eigene Person ausmacht, nimmt zu. Die Struktur des selbstbezogenen Wissens entwickelt sich parallel zu kognitiven und verbalen Fähigkeiten, wodurch dem Individuum immer mehr Voraussetzungen zur Entwicklung des Selbstkonzepts zur Verfügung stehen.
Die Erforschung des Selbstkonzepts und der Persönlichkeit sind Teil der Psychologie, genauer: der Entwicklungspsychologie und der Persönlichkeitstheorie. Beide versuchen unter anderem die Frage zu beantworten, warum Menschen sich verändern und doch bleiben, wer sie sind. Lange ging die Psychologie davon aus, dass sich die Persönlichkeit und das Selbst eines Menschen in der Kindheit und der Jugend herausbilden und sich im Erwachsenenalter dann nicht mehr verändern. Im Zuge der Durchsetzung der „Lebensspannenpsychologie“ wurden zahlreiche Studien durchgeführt, die die Möglichkeit von Veränderungen auch im höheren Erwachsenenalter und im Alter nahelegen.

## Begrifflichkeit

### Die BegriffeSelbst,SelbstkonzeptundPersönlichkeit
„Unter dem Begriff Persönlichkeit versteht man die Gesamtheit der Eigenschaften und Verhaltensdispositionen eines Menschen, die ihn zeitlich relativ stabil und über verschiedene Situationen hinweg charakterisieren und von anderen unterscheiden“. Zur Beschreibung der Persönlichkeit im Jugend- und Erwachsenenalter haben Fünf-Faktoren-Modelle die weiteste Verbreitung gefunden (die sogenannten Big Five).
Im Unterschied zur beschreibend-strukturierenden Perspektive der Persönlichkeitspsychologie ist mit der Untersuchung des Selbst bzw. des Selbstkonzepts die Frage verbunden, warum Menschen so sind, wie sie sind. Unter dem Begriff des Selbst versteht man die Inhalte des Wissens, die das Individuum über die eigene Person entwickelt, und die kognitiven Prozesse, durch die dieses Wissen erworben wird. Es ist wichtig zu betonen, dass man sich bei „dem Selbst“ nicht eine ‚Person in der Person‘ vorstellen darf, kein ‚Ich‘, das etwas will oder tut. Stattdessen ist eine komplexe und abstrakte Struktur aus miteinander vernetzten Inhalten und Prozessen gemeint. Deshalb wird in der Psychologie heute statt vom ‚Selbst‘ (in Anführungszeichen!) lieber vom ‚Selbstkonzept‘ bzw. von ‚Selbstkonzepten‘ gesprochen, damit nicht der Eindruck entsteht, dass ‚Selbst‘ sei eine Entität oder Essenz (wie in der Psychoanalyse das ‚Ich‘). Unter dem ‚Selbstkonzept‘ wird die „Gesamtheit der auf die eigene Person bezogenen Beurteilungen und Bewertungen eines Individuums“ verstanden, also „die Gesamtheit der Einstellungen zu sich selbst.“
„Wer bin ich, und was macht mich als Person aus?“ – über die Relevanz dieser Frage herrscht in der Psychologie Einigkeit, und die meisten entsprechenden Lehrbücher behandeln das Thema Persönlichkeit und Selbst systematisch und ausführlich. Trotz einer langen Forschungshistorie gibt es aber immer noch keine Einigkeit über die Begrifflichkeit, die dem Thema am ehesten angemessen ist: geht es um die Suche nach Identität oder die Entwicklung des Ich, eines Selbst, eines Selbstkonzepts oder einer eigenen Persönlichkeit? Die Begriffe stammen oft aus unterschiedlichen psychologischen Traditionen und beruhen auf dem jeweiligen Menschenbild, werden manchmal dennoch ohne Erläuterungen synonym verwendet, oft aber auch verschieden definiert. So stammt der Begriff des Ego, des Ich, genauso aus der Psychoanalyse wie der Identitätsbegriff Eriksons, der jedoch nicht zu verwechseln ist mit dem sozialkonstruktivistischen Identitätsbegriff George Herbert Meads.
Aktuelle Studien und Theorien der Entwicklungspsychologie verwenden die Begriffe Persönlichkeit, Selbst und Selbstkonzept.

### Entwicklung
Psychische Entwicklung meint die regelhafte, gerichtete, längerfristige Veränderung im Erleben und Verhalten eines Individuums über die gesamte Lebensspanne. Es ist also die Individualentwicklung (Ontogenese) gemeint, nicht die Entwicklung des Psychischen in der Stammesentwicklung des Menschen (Phylogenese oder Anthropogenese). Damit Veränderungen als Entwicklung gelten können, dürfen sie nicht durch Zufall verursacht sein, sondern müssen systematisch auseinander hervorgehen. Weniger einig sind sich Entwicklungspsychologen darin, worauf die Entwicklung gerichtet ist. Lange sah man die Veränderungen nur als Höherentwicklung, als Zuwachs von Fähigkeiten. Heute geht man mehrheitlich davon aus, dass Entwicklung sowohl Gewinn als auch Verlust, sowohl Aufbau als auch Abbau von Fähigkeiten umfasst. Anfangs untersuchte die Entwicklungspsychologie fast nur das Kindes- und Jugendalter, heute steht die Entwicklung über die gesamte Lebensspanne im Fokus. Mit dem Entwicklungsbegriff stehen weitere Konzepte im Zusammenhang, so Reifung, Prägung, Stabilität und Kontinuität.

## Theorien der Selbstkonzeptentwicklung
William James beschrieb in einem der ersten psychologischen Lehrbücher (1890) das Selbst als duales System; er unterschied das Selbst als erkennendes Subjekt („I“) vom Selbst als Objekt der Erkenntnis („Me“). Der erste Aspekt bezieht sich auf die Merkmale des Individuums, die mit seinem Verhalten zu tun haben – also die Persönlichkeit. Der zweite Aspekt meint das Selbstkonzept und Identität – das Wissen über die eigene Person. Das Selbstkonzept setzt sich nach James aus verschiedenen Bereichen zusammen: Das materielle Selbst (das Wissen um den eigenen Körper), das spirituelle Selbst (Wissen um die eigenen geistlichen Eigenschaften) und das soziale Selbst, das Wissen um die Sicht anderer auf sich selbst.
Diese Konzeption hat auch aktuelle Modelle der Selbstkonzeptforschung geprägt. Der Aspekt des sozialen Selbst wurde vom symbolischen Interaktionismus aufgenommen und fortgeführt. Für Charles Cooley (1902) spiegelt das Selbstkonzept die wahrgenommenen Zuschreibungen anderer wider; er nannte es das „Looking-glass self“. Wichtiger als das, was andere über mich denken, ist, wovon ich überzeugt bin, dass sie es denken. Dafür spielt nach George Herbert Mead (1934) die Fähigkeit zur Perspektivübernahme eine entscheidende Rolle: dadurch kann man sich selbst aus der Sicht anderer wahrnehmen.

### Die Ansätze von Freud, Erikson und  Marcia
Die Psychoanalyse hat eine ganz andere Sicht auf das Selbst und seine Entwicklung. Zentral sind dafür innerpsychische Konflikte bzw. die Lösung dieser. Nach Freud (1930, 1933) prallen die Wünsche des Es mit den Normen des Über-Ich aufeinander; die vermittelnde, realitätsbezogene Instanz des Ich hat den Konflikt zu lösen.
Erikson (1974, 1988) betrachtet die Entwicklung des Selbst als eine stufenförmige Abfolge normativer psychosozialer Konfliktsituationen, die an das Lebensalter gekoppelt sind. Bewältigt das Kind Aufgaben früher Stufen, erwirbt es also zum Beispiel Urvertrauen, erlebt Autonomie etc., hat es die Basis für die Entwicklung eines kohärenten Selbstbildes, einer eigenen Identität geschaffen. Die Identitätsbildung ist nach Erikson die wichtigste Entwicklungsaufgabe des Jugendalters; sie hört damit aber nicht auf.
Marcia (1980) hat das Stufenmodell der psychosozialen Entwicklung von Erikson weiterentwickelt. Der Identitätsstatus ergibt sich aus zwei Dimensionen – „Commitment“, der Selbstverpflichtung, und „Exploration“, der Suche nach Möglichkeiten in einer Krise. Im Status der diffusen Identität hat das Individuum keine klare Vorstellung von sich selbst. In der übernommenen Identität hat das Individuum Werte und Ziele von Autoritätspersonen übernommen, ohne Alternativen zu erwägen. Ein wichtiger Schritt der Identitätsentwicklung geschieht mit dem Eintreten einer Krise. Unterschiedliche Werte und Zielvorstellungen werden gegeneinander abgewogen. Im Stadium der erarbeiteten Identität hat sich das Individuum – nach gründlicher Abwägung vieler Alternativen – auf eine Identität festgelegt, fühlt sich an entsprechende Werte und Ziele gebunden. Im Unterschied zu Erikson geht Marcia davon aus, dass Individuen auch zwischen den Stadien wechseln können, dass es keinen einheitlichen Verlauf von niedrigen zu höheren Stufen gibt. Die erarbeitete Identität ist das stabilste Stadium.

### Aktuelle Ansätze
Mitte der 1970er Jahre legten Shavelson, Hubner und Stanton (1976) ein hierarchisches Modell des Selbstkonzepts vor, das sich vor allem durch Mehrdimensionalität und ein strukturiertes Gefüge auszeichnet. Es geht davon aus, dass das Selbstkonzept komplex und in mehrere Ebenen unterteilt ist. Das Modell wurde mehrfach überarbeitet, in zahlreichen empirischen Studien jedoch in seiner Gültigkeit weitgehend bestätigt.
Informationstheoretische Modelle stellen die Annahme in den Vordergrund, dass der Mensch das eigene Wissen aktiv konstruiert. Die Verarbeitung der Informationen geschieht in unterschiedlichen Phasen. Das Selbst ist dann das jeweils aktuelle Ergebnis der Verarbeitung selbstbezogener Informationen. Ein solches Modell legte (1984) Sigrun-Heide Filipp vor, in dem sie gleichzeitig den Prozess der Selbstkonzeptentwicklung wie auch das Selbstkonzept als Produkt erklären will. Die Quellen selbstbezogenen Wissens können sein: Informationen durch andere Personen, direkt oder indirekt, Vergleiche mit anderen sowie (ab der späten Kindheit) Nachdenken über sich selbst, unter Bezugnahme auf vergangene oder in der Zukunft erwartete (Selbst-)Erfahrungen.

## Theorien der Persönlichkeitsentwicklung
Das Selbst als die Gesamtheit selbstbezogenen Wissens ist mindestens zum Teil ein Abbild dessen, was die Person wirklich ausmacht, d. h. ihrer objektiven Eigenschaften und Kompetenzen: ihrer Persönlichkeit. Entsprechend folgt die Entwicklung des Selbstkonzepts also der Persönlichkeitsentwicklung. Dabei lassen sich drei theoretische Paradigmen unterscheiden:
Das erste Paradigma setzt an der Messung der Persönlichkeitseigenschaften an; das bekannteste Beispiel ist das 5-Faktoren-Modell nach McCrae und Costa (1997), die sogenannten „Big Five“. Sie unterscheiden fünf Hauptdimensionen der Persönlichkeit: Offenheit für Erfahrungen, Gewissenhaftigkeit, Extraversion, Verträglichkeit und Neurotizismus. Nach Auffassung von McCrae und Costa sind sie im Wesentlichen genetisch determiniert, reifen über die gesamte Lebensspanne und führen zu spezifischen Einstellungen, Interessen, Gewohnheiten und Selbstkonzepten.
Das zweite Paradigma stellt den Einfluss der (sozialen) Umwelt auf die Persönlichkeitsentwicklung in den Mittelpunkt; altersabhängige Veränderungen in der Persönlichkeit gehen gemäß solchen Theorien auf systematische Veränderungen in der Beziehung zur sozialen Umwelt zurück. Eine Position dazwischen nehmen Theorien ein, die die Persönlichkeitseigenschaften über die Lebensspanne hinweg für einigermaßen stabil halten und zugleich die Veränderbarkeit der Person betonen. Person und Umwelt entwickeln sich gemäß diesen Theorien also in gegenseitiger Beeinflussung.
Methodisch an Kohlberg orientiert, hat Jane Loevinger (1976, 1997) mithilfe eines offenen Erhebungsverfahrens ihre Theorie der Ego-Entwicklung erarbeitet, in ihrer Veröffentlichung von 1997 selber „Persönlichkeitsentwicklung“ genannt. Sie verortet den Beginn der Entwicklung sehr allgemein „im Nebel des Kleinkindalters“ („in the mists of infancy“, 1997, S. 203) und charakterisiert die weitere Entwicklung in einem normativen Phasenmodell mit acht Stufen, die jeweils aufeinander aufbauen. Sie geht jedoch davon aus, dass nicht jeder alle Stufen erreicht, insbesondere nicht die letzte Stufe der „Integration“, die durch die volle Entfaltung der Persönlichkeit charakterisiert ist und selten zu beobachten sei.
Andere nehmen die Konfrontation mit und die Bewältigung von Entwicklungsaufgaben und kritischen Lebensereignissen zum Ausgangspunkt ihrer Theorien zur Persönlichkeits- und Selbstkonzeptentwicklung. Schon 1948 beschrieb Robert J. Havighurst sein Konzept der Entwicklungsaufgaben. Diese sind teils universell, teils kulturspezifisch, teils selbst definiert und sind an bestimmte Zeiträume der Lebensspanne gekoppelt. Die Bewältigung der Aufgaben ist Voraussetzung für eine gesunde Weiterentwicklung der Persönlichkeit. Die Ähnlichkeit mit dem Konzept der Entwicklungskrisen bei Erikson ist auffällig.

## Entwicklung des Selbst und der Persönlichkeit über die Lebensspanne

### Anfänge des Selbst in der frühen Kindheit
Erste Fähigkeiten der vorbegrifflichen Unterscheidung von Selbst und Nicht-Selbst finden sich schon bei Säuglingen ab drei Monaten. Sie können zwischen dem eigenen Gesicht und einem fremden Gesicht unterscheiden: beim Betrachten von Videoaufnahmen mit Säuglingen zeigen sie mehr Interesse für das Gesicht eines fremden Kindes als für das eigene Gesicht. Dass Kleinkinder eine erste konzeptuelle Vorstellung von sich selbst haben, zeigt sich im Laufe des zweiten Lebensjahres: ab etwa 18 Monaten bestehen Kinder den sogenannten Rouge-Test. Bringt man dem Kind, ohne dass es das bemerkt, einen roten Fleck im Gesicht an und setzt man es dann vor einen Spiegel, so fasst es sich ins Gesicht und versucht den Farbtupfer zu entfernen, während jüngere Kinder den Fleck auf dem Spiegel wegzuwischen versuchen. Nach diesem Meilenstein in der Selbstentwicklung beginnen Kinder am Ende des zweiten Lebensjahres damit, sich in Gesprächen mit dem eigenen Namen auf sich selbst zu beziehen und Personalpronomina wie „ich“ und „du“ zu verwenden, m. a. W., die linguistische Kompetenz zu entwickeln, auf sich selbst zu referieren. Mit 14 Monaten können Kinder bereits sicher zwischen sich und anderen differenzieren.
Diese frühen Formen des Selbst beziehen sich zunächst alle nur auf die Gegenwart („synchrones Selbstkonzept“), ein zeitlich überdauerndes („diachrones“) Selbstkonzept setzt die Entwicklung eines autobiographischen Gedächtnisses voraus; das geschieht mit etwa vier Jahren. Dies konnte durch einen modifizierten Rouge-Test und durch die Analyse kindlicher Erzählungen ermittelt werden.
Ab dem Vorschulalter sind Kinder in der Lage, sich aus einer fremden Perspektive zu betrachten. Neben das „Real-Selbst“, die subjektive Beurteilung der eigenen Person, tritt jetzt das „Fremd-Soll-Selbst“, das Erwartungen anderer an die eigene Person umfasst. Große Diskrepanzen zwischen beiden lassen im Kind negative Emotionen der Schuld und Scham aufkommen.
Das Selbstkonzept ist in diesem Altersabschnitt noch recht unstrukturiert, besteht aus relativ unzusammenhängenden Selbstaspekten, zum Beispiel physischen Eigenschaften (Augenfarbe), Lieblingsaktivitäten („ich spiele gern mit Puppen“), sozialen und physischen Eigenschaften. Vorschulkinder beschreiben sich selbst in einem unrealistischen Maße positiv, und die Repräsentation ihres Selbst ist gekennzeichnet durch das „Alles-oder-Nichts“-Prinzip, d. h. ein Kind dieser Altersstufe kann es sich nicht vorstellen, gleichzeitig gute und schlechte Eigenschaften zu besitzen (zum Beispiel lieb und auch fies sein zu können).

### Das Selbst im Schulkindalter
Mit dem Beginn der Schulzeit wird die Gruppe der Gleichaltrigen wichtiger, und soziale Vergleiche werden zur entscheidenden Quelle selbstbezogenen Wissens („komparative Prädikatenselbstzuweisung“); leistungsbezogene Vergleiche werden relevanter. Bei Fähigkeitsselbstkonzepten kommt es häufig zum sogenannten Fischteicheffekt („Big fish little pond effect“); er bezieht sich darauf, dass eigene Leistungen im Umfeld eher leistungsschwächerer Kinder das Fähigkeitsselbstkonzept steigern, in einer Gruppe leistungsstärkerer Kinder ist das umgekehrt. Es konnte gezeigt werden, dass dieser Effekt unabhängig von der jeweiligen Kultur auftritt.
Das Selbstkonzept wird bei Schulkindern abstrakter und systematischer, auch tritt die hierarchische Struktur immer deutlicher hervor; in Konzepten höherer Ordnung (zum Beispiel „traits“ bzw. Persönlichkeitseigenschaften) werden spezifische Verhaltensweisen auf niedrigerer Ebene integriert.

### Das Selbst in der Jugend
Gerade in der Jugend geht es um Selbst- und Identitätsfindung. Eine erhöhte Selbstaufmerksamkeit und ein hohes Maß an Selbstreflexion sind für die Altersstufe typisch. Das Selbstkonzept wird jetzt durch vergangene und in der Zukunft erwartete Selbsterfahrungen bereichert; Informationen aus der eigenen Biografie sind also eine neue Quelle selbstbezogenen Wissens. Das führt auch zur Ausbildung eines Persönlichkeitskonzepts.
Das eigene Selbst kann jetzt differenzierter gesehen werden, und es ist den Jugendlichen möglich, positive und negative Aspekte des Selbstkonzepts einander zu verbinden und abhängig vom sozialen Kontext zu sehen („gegenüber meinen Freunden bin ich rücksichtsvoll, bei Sportwettbewerben kann ich aber auch egoistisch sein.“). Verhaltensunterschiede können zunehmend auf unterschiedliche soziale Rollen zurückgeführt werden. So wird das Selbstbild auf der einen Seite immer differenzierter, andererseits wird auch das Bedürfnis größer, herauszufinden, was das „wahre Ich“ ist.
Die körperliche Entwicklung in der Pubertät rückt das Körperselbstkonzept in den Fokus. Es besteht aus vier Aspekten: sportliche Kompetenz, Attraktivität, Fitness und physische Kraft. Jungen erzielen in allen Bereichen des Körperselbstkonzepts positivere Werte als Mädchen. Mädchen schätzen sich deutlich negativer ein; dazu trägt auch die Internalisierung unrealistischer und überhöhter weiblicher Schönheitsideale bei. Das negative Körperselbstbild wird mit Essstörungen und Depressionen in Verbindung gebracht.
Die Entwicklung des Selbst im Jugendalter wird entscheidend auch durch die Loslösung vom Elternhaus geprägt; Jugendliche bestimmen ihre Erfahrungsräume jetzt selbst, und damit auch das, was sie über sich selbst erfahren. Die Aufrechterhaltung einer Verbundenheit mit den Eltern scheint aber für die Entwicklung des Selbst und die spätere psychische Gesundheit wichtig zu sein.
Die Forschung zum Selbstkonzept hat zuletzt auch die Bedeutung des Internets und der sozialen Medien in den Blick genommen, die aus dem Leben von Jugendlichen kaum mehr wegzudenken sind. Für die Forschung ist die Frage besonders interessant, inwieweit sich die virtuelle Lebenswelt auf die Identitätsbildung und Selbstkonzeptentwicklung auswirkt.

### Das Selbst im Erwachsenenalter
Lange ging die Entwicklungspsychologie davon aus, dass der Mensch bei Eintritt ins Erwachsenenleben „entwickelt“ ist. Das Verhalten sollte jetzt verstärkt von den – weitgehend stabil gedachten – Eigenschaften der Persönlichkeit geprägt sein, die im Selbstkonzept insgesamt zutreffend abgebildet würden. Dieser Ansatz vernachlässigt jedoch die Bedeutung des Selbst als Entwicklungsbedingung: Leben hat immer auch zum Ziel, unserer Entwicklung und also auch unserem Selbst eine bestimmte Form zu geben. Das setzt allerdings auch voraus, dass das Individuum Vorstellungen entwickelt hat, wie es sein sollte und wie die weitere Entwicklung verlaufen könnte – wenn es sogenannte „possible selves“ entwickelt hat.
Im mittleren Erwachsenenalter erleben Menschen die höchste Autonomie: Sie haben sich ihr Leben passend zu ihrem Selbstbild eingerichtet und erleben sich als Gestalter ihres eigenen Lebens. Ihr Selbstkonzept ist immer komplexer und besser integriert geworden; Menschen sind in dieser Lebensphase am besten in der Lage, positive und negative Emotionen miteinander in Einklang zu bringen.
Unter günstigen Bedingungen mündet diese Integration von verschiedenen Lebenserfahrungen zu selbstbezogener Weisheit (nicht gemeint ist: zu allgemeiner Weisheit), das bedeutet Einsicht und Urteilsfähigkeit auch bei schwierigen Fragen des Lebens.
Gerade im Erwachsenenalter sind „possible selves“ eine wichtige Motivation zum Handeln, weil hier deutlich wird, dass es für bestimmte Ziele jetzt an der Zeit ist, weil das Leben endlich ist. Die Vorstellungen von der Zukunft sind realitätsangemessener und ausgerichtet auf die jeweilige Rolle (Beruf, Familie) und Verantwortlichkeit. Indem Erwachsene ihre possible selves immer wieder an ihre Möglichkeiten anpassen können, bleibt der persönliche Selbstwert, also die Einstellung, die eine Person sich selbst gegenüber hat, in dieser Lebensspanne hoch; er erhöht sich am stärksten zwischen 22 und 30 Jahren und bleibt dann insgesamt stabil. Seine Spitze erreicht der Selbstwert mit etwa 60 Jahren und fällt dann ab. Das liegt an der zunehmend ungünstigeren Gewinn-Verlust-Bilanz – bedingt durch eventuelle gesundheitliche Einschränkungen und den abnehmenden sozio-ökonomischen Status älterer Menschen. Möglicherweise sterben bedeutende Bezugspersonen, und auch die Angst vor dem eigenen Tod kann belastend sein.
Dass das Selbst trotzdem relativ stabil bleibt, ist nicht leicht zu erklären. Es werden zwei „Verteidigungslinien“ unterschieden. Die erste Linie ist von der Zurückweisung der bedrohlichen Information geprägt: die Person nimmt einfach nicht zur Kenntnis, was die Kontinuität des Selbstbildes bedrohen könnte. Die zweite Verteidigungslinie verläuft entlang einer Neubewertung scheinbar unerfreulicher Ereignisse, die dann als gar nicht mehr so negativ empfunden werden. Schließlich gibt es auch eine adaptive Entwicklungsdynamik des Selbst, die dafür sorgt, dass das Selbst stabil bleibt, ohne dass reale Veränderungen ignoriert würden. So wird eine angemessene Anpassung des eigenen Handelns an veränderte Bedingungen ermöglicht.
Die Frage, ob sich Persönlichkeitseigenschaften im Erwachsenenalter noch ändern, wird in der Forschung kontrovers diskutiert. Einerseits wird in Metaanalysen (Ferguson, 2018) festgestellt, dass sich die Persönlichkeit im frühen Erwachsenenalter konsolidiert und bis ins hohe Erwachsenenalter stabil bleibt. Andere Forschungen, die auf Metaanalysen von Studien über Veränderungen der Big Five über die Lebensspanne beruhen (Roberts u. a., 2006), zeigen bedeutende Persönlichkeitsveränderungen auch im Erwachsenenalter. So nehmen insbesondere die emotionale Stabilität, Gewissenhaftigkeit und Verträglichkeit mit dem Alter zu, auch die Facetten Dominanz und Selbstsicherheit des Faktors Extraversion nehmen zu, während die Facetten Geselligkeit und Aktivität über die Lebensspanne abnehmen. Noch deutlicher werden die altersabhängigen Unterschiede, wenn man sich nicht auf Selbstangaben in Fragebogen stützt, sondern auf Verhaltensbeobachtungen. Hier besteht noch weiterer Forschungsbedarf.